# Hollywood/Vine
Hollywood/Vine – podziemna stacja metra w Los Angeles na trasie linii B. Stacja znajduje się w Hollywood przy skrzyżowaniu ulic Vine Street i Hollywood Boulevard.
Stacja posiada parking w systemie park and ride na 60 miejsc.

## Miejsca użyteczności publicznej
W pobliżu znajdują się:
- Amoeba Music
- Capitol Records
- CBS Columbia Square
- Frolic Room
- Gower Gulch
- Hollywood Palladium
- Hollywood Walk of Fame
- Pantages Theatre

## Połączenia autobusowe
Od 11 grudnia 2022 dostępne są następujące połączenia:
- Metro Local: 180, 210, 212, 217, 222
- LADOT DASH: Hollywood, Hollywood/Wilshire, Beachwood Canyon

## Opis stacji
Hollywood/Vine posiada najwięcej dekoracji spośród wszystkich stacji metra w Los Angeles. Nawiązują one do przemysłu filmowego zlokalizowanego w Hollywood. Przy wejściach umieszczone są dwa zabytkowe projektory skierowane w stronę płaskorzeźby przedstawiającej ekran, sufit stacji pokryty jest pustymi szpulami od taśmy filmowej, a filary podtrzymujące sufit wykonane są na podobieństwo palm.